# Ramu
Le Ramu est un fleuve de Papouasie-Nouvelle-Guinée.

## Géographie
Le Ramu prend sa source dans les monts Kratke, dans l'est de l'île de Nouvelle-Guinée. Après avoir parcouru une vingtaine de kilomètres en direction du nord, le fleuve pénètre la plaine située entre les monts Finisterre et Kratke et prend alors une direction générale nord-ouest, en suivant un cours ponctué de méandres. Il reçoit alors de nombreux affluents des monts Bismarck au sud et Finisterre et Adelbert au nord.
Après environ 200 km à vol d'oiseau, le Ramu oblique vers le nord et s'éloigne des massifs montagneux. Le fleuve se jette dans la mer de Bismarck à une trentaine de kilomètres au sud-est de l'embouchure du Sepik. Pendant la saison des pluies, le Ramu et le Sepik peuvent se rejoindre à travers la plaine avant même leur embouchure.

### Articles voisins
- Liste des cours d'eau de Papouasie-Nouvelle-Guinée